# 大日本帝国憲法第60条
大日本帝国憲法第60条（だいにほん/だいにっぽん ていこくけんぽう だい60じょう）は、大日本帝国憲法第5章にある、司法の役割についての規定である。

## 現代風の表記
特別裁判所の管轄に属すべきものは、別に法律をもって、これを定める。